# Дандур (река)
Дандур (Дардур) — река в России, протекает по Рязанской и Владимирской областям. Правый приток реки Гусь.

## География
Река Дандур берёт начало в лесах Клепиковского района Рязанской области. Далее течёт на восток по территории Гусь-Хрустального района Владимирской области. На реке расположены деревни Мордвиново и Малышкино, а также посёлок Великодворский. В нижнем течении река вновь оказывается на территории Рязанской области. Устье реки находится в 55 км от устья реки Гусь. Длина реки составляет 23 км, площадь водосборного бассейна — 144 км².

## Данные водного реестра
По данным государственного водного реестра России относится к Окскому бассейновому округу, водохозяйственный участок реки — Ока от водомерного поста у села Копоново до впадения реки Мокша, речной подбассейн реки — бассейны притоков Оки до впадения Мокши. Речной бассейн реки — Ока.
Код объекта в государственном водном реестре — 09010102312110000026597.